# Xavier Roberts
Xavier Roberts (Cleveland, 31 ottobre 1955) è un artista e imprenditore statunitense, noto per essere l'inventore dei Cabbage Patch Kids.

## Biografia
Nella seconda metà degli anni settanta si avvicinò all'arte folk americana e studiò numerose tecniche per realizzare bambole con vari materiali. Influenzato dalle trapunte fatte a mano da sua madre Eula, iniziò a sperimentare la creazione di bambole trapuntate e, dopo numerosi tentativi, realizzò un tipo di bambola che chiamò "Little People". Con un piccolo gruppo di amici, Roberts prese allora a viaggiare da uno stato all'altro nel sud-est statunitense per partecipare alle fiere ed esposizioni di arte folk, dove incominciò anche a vendere le sue bambole fatte a mano, che chiamava babies.
Quell'attività amatoriale andò così trasformandosi in un'impresa vera e propria, la Original Appalachian Artworks, Inc., che produceva il Little People nella sua città natale, Cleveland: la fabbrica era in un'ex clinica, ribattezzata con il nome di Babyland General Hospital. Il Little People si evolse nel 1982 nei Cabbage Patch Kids, che in breve tempo divennero un enorme successo commerciale, fra i maggiori dell'industria americana del giocattolo degli anni ottanta. Nel solo 1984 vennero venduti 20 milioni di Cabbage Patch Kids e nel 1999 ne erano stati venduti complessivamente 95 milioni in tutto il mondo. Ogni Cabbage Patch Kid è autenticato con una firma di Xavier Roberts sul posteriore.